# Pinguinul Galapagos
Pinguinul Galapagos (Spheniscus mendiculus) este un pinguin endemic în Insulele Galapagos și Ecuador. Este singurul pinguin găsit la nord de ecuator.[4] Majoritatea locuiesc pe insula Fernandina și pe coasta de vest a insulei Isabela. Apele reci ale Curenților Humboldt și Cromwell îi permit să supraviețuiască în ciuda latitudinii tropicale. Pinguinul Galapagos este unul dintre pinguinii cu bandă, ale căror specii trăiesc mai ales pe coastele Africii și pe continentul Americii de Sud. Datorită mediului lor cald, pinguinii din Galapagos au dezvoltat tehnici pentru a rămâne răcori. Penele de pe spate, aripile și capul lor sunt negre și au o burtă albă și o dungă care curge de la ochi până la gât și bărbie. Fiecare pinguin are doar un partener și se reproduce pe tot parcursul anului. Cuiburile lor sunt de obicei în peșteri și crăpături ca protecție împotriva prădătorilor și a mediului dur. Pinguinul din Galapagos are o durată de viață de aproximativ 15 până la 20 de ani, dar din cauza prădării, speranța de viață în sălbăticie ar putea fi redusă semnificativ. Acestea au fost afectate critic până la punctul de a fi puse în pericol de schimbările climatice și poluarea cauzată de deșeurile de plastic din cauza turismului și urbanizării.[5]
Descriere
Pinguinul mediu din Galapagos are o înălțime de 48–50 de centimetri (19–20 inchi) și cântărește aproximativ 2–4 kilograme (4,4–8,8 lb).[6] Este a doua cea mai mică specie de pinguin, după micul pinguin. Femelele sunt de obicei mai mici decât masculii. Pinguinii din Galapagos au un cap negru cu o margine albă care trece din spatele ochiului, în jurul acoperitoarelor negre ale urechilor și bărbiei, pentru a se uni pe gât. Partea superioară a ciocurilor este neagră și se estompează în roz pe partea de jos.[7] Au două benzi negre peste sân care se conectează la spate, banda inferioară extinzându-se de-a lungul flancurilor până la coapsă.[8] Juvenilii diferă prin faptul că au capul complet închis la culoare, mai gri pe lateral și pe bărbie și fără bandă la sân.[7]
Istorie
Cu mulți ani în urmă, se crede că Curentul Humboldt a adus pinguinii din America de Sud continentală în Insulele Galapagos, unde au evoluat izolat într-o specie separată.[9] Insule precum Insula Isabela conțineau ape reci și bogate în nutrienți, care asigurau hrană abundentă, asigurând supraviețuirea și reproducerea pinguinilor.[9] De-a lungul a milioane de ani, pinguinii au suferit adaptări, dezvoltând caracteristici unice care le-au permis existența și le-au permis să prospere într-o astfel de nișă ecologică.[9] Astăzi, pinguinii din Galapagos sunt printre cele mai mici specii de pinguini.[10]
Distributie
Nouăzeci la sută dintre pinguinii Galápagos trăiesc pe insula Fernandina și pe coasta de vest a insulei Isabela, în partea de vest a arhipelagului, dar populații mici apar și pe Santiago, Bartolomé, nordul Santa Cruz și Floreana.[11] Vârful nordic al Isabelei traversează ecuatorul, ceea ce înseamnă că unii pinguini din Galapagos trăiesc în emisfera nordică, singurii pinguini care fac acest lucru.
Comportament
O colonie de pinguini Galapagos împreună pe o stâncă în Insulele Galapagos. Un pinguin poate fi văzut năpârind.
Pinguinii Galápagos sunt limitați în Insulele Galápagos, caută hrană în curentul rece Cromwell în timpul zilei și se întorc pe uscat noaptea. Ei mănâncă pești mici de școlar, în principal chefal, sardine, sardine și hamsii,[8] și uneori crustacee. Aceștia joacă un rol în reglarea populațiilor speciilor marine pe care le consumă. În același timp, pinguinii adulți din Galapagos sunt o sursă de hrană pentru alți prădători, cum ar fi rechinii și balenele.[12] În mod normal, ei se află la doar câțiva kilometri de locurile lor de reproducere, în funcție de curenții reci și bogati în nutrienți care le aduc hrana.
Temperaturile aerului din Galapagos rămân în intervalul 15–28 °C (59–82 °F). În timpul anotimpurilor El Niño, pinguinii amână reproducerea deoarece hrana lor devine mai puțin abundentă; acest lucru face șansele de a crește descendenți cu succes nefavorabile în comparație cu șansele de a muri în încercare. Acest lucru a fost deosebit de dăunător în timpul El Niño din 1982-83, unde a fost observată o scădere a populației de 77%.[13] Pinguinii se reproduc de obicei când temperatura suprafeței mării este sub 25 °C (77 °F). Soarele tropical puternic este problematic pentru această specie. Mijlocul lor principal de răcire este mersul în apă, dar alte adaptări comportamentale pentru termoreglare intră în joc atunci când trebuie să rămână pe uscat. O metodă implică întinderea aripilor și aplecarea înainte pentru a împiedica soarele să strălucească pe picioarele lor, care schimbă căldură rapid, deoarece au un flux sanguin ridicat și nu au izolație. O altă metodă este să gâfâi, folosind evaporarea pentru a răci gâtul și căile respiratorii. Pinguinii din Galapagos își protejează ouăle și puii de soarele fierbinte, ținându-le în crăpăturile adânci ale stâncilor.
Pinguinul din Galapagos înotând în apă.
Aripile și corpurile aerodinamice ale pinguinilor din Galapagos le îmbunătățesc mișcările ușoare în apă.[14] Culorile lor alb și negru ajută, de asemenea, la reglarea termică și la camuflare.[14] Toate aceste caracteristici promovează și asigură supraviețuirea în condițiile dure prezente în coasta lor